# SN 1968H
SN 1968H – supernowa typu I odkryta 1 maja 1968 roku w galaktyce PGC0044441. Jej maksymalna jasność wynosiła 16,60m.